# کارتیک تماس کارتیک
کارتیک تماس کارتیک (به هندی: Karthik Calling Karthik) فیلمی محصول سال ۲۰۱۰ و به کارگردانی ویجی لالوانی است. در این فیلم بازیگرانی همچون فرهان اختر، دیپیکا پادوکونه، رام کاپور، شفالی شاه، ویپین شارما، ویوان بهاتنا ایفای نقش کرده‌اند.